# 北山村 (新潟県)
北山村（きたやまむら）は、かつて新潟県東頸城郡にあった村。

## 沿革
- 1889年（明治22年）4月1日 - 町村制施行に伴い東頸城郡田代村、儀明村、田野倉村、仙納村、莇平村、小池村（一部）が合併し、北山村が発足。
- 1897年（明治30年）4月16日 - 大字儀明を分離し東頸城郡北平村に編入。
- 1901年（明治34年）11月1日 - 東頸城郡北平村と合併し、山平村となり消滅。
- 1954年（昭和29年）
  - 3月31日 - 山平村は東頸城郡松代村と合併し松代村を新設。
  - 10月1日 - 松代村が町制施行し松代町となる。
- 1985年（昭和60年）4月1日 - 松代町から旧村域の大字田代を分離し、刈羽郡高柳町に編入。